# Gustav Kleikamp
Gustav Kleikamp 8 mars 1896 à Fiddichow est un Amiral allemand pendant la Seconde Guerre mondiale.

## Biographie
Il entre dans l'armée le 1er avril 1913 comme mousse sur le SMS Vineta. Le 3 avril 1914 il entre à l'école de marine. Durant la Première Guerre mondiale, il est affecté aux transmissions sur le SMS Derfflinger, il devient lieutenant en 1915. En mars 1918, il fréquenté l'école supérieur d'officier et rejoint le sous-marin U-9 en octobre 1918.
Il reste dans la marine après l'effondrement de la monarchie en novembre 1918 au service de la Brigade maritime. Il est promu lieutenant le 7 janvier 1920. Le 1er octobre 1920 il est affecté à Hambourg à l'organisme de communication et de surveillance. Le 4 décembre 1921, il est transféré au cuirassé Braunschweig. En 1922 il rejoint la faculté de marine et est promu capitaine en 1925. Il rejoint le cuirassé Hannover le 24 septembre 1926. Lorsque le Hannover est mis hors service, il est transféré sur le Schlesien. Le 28 septembre 1928, il devient officier responsable de la formation et de l'éducation sur le croiseur Emden. Il occupe ce poste jusqu'en octobre 1932 et est nommé officier de liaison navale au Wehrkreiskommando I à Königsberg, il est promu à capitaine de corvette
Le 26 septembre 1935 il est nommé premier officier sur le Schleswig-Holstein. En fin août 1939, il est envoyé à Danzig. Sa visite était une ruse pour apporter une force d'atterrissage à Danzig afin de neutraliser les fortifications polonaises dans le port.
Après la chute de la France, il est nommé Chef d'estafette à Calais. En 1944, il est promu contre-amiral aux Pays-Bas.
Il devient prisonnier de guerre le 7 mai 1945 et reste prisonnier des britanniques jusqu'au 18 avril 1947. En mauvaise santé, il est au chômage jusqu'au printemps 1952. Il meurt le 13 septembre 1952.